# Karl Georg Pfleiderer

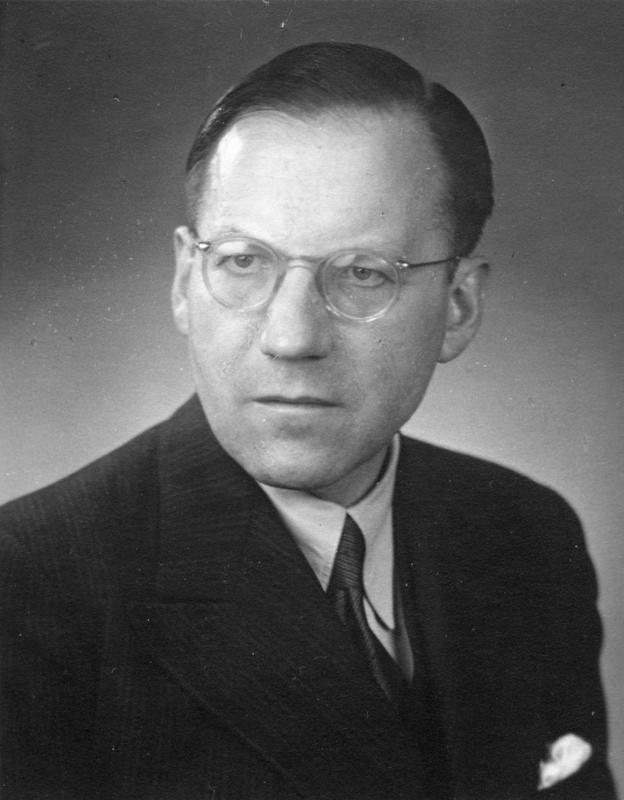
Pfleiderer 1948

Karl Georg Pfleiderer (* 10. Mai 1899 in Stuttgart; † 8. Oktober 1957 in Bonn) war ein deutscher Diplomat und Politiker der FDP/DVP. Er war von 1949 bis 1955 Mitglied des Deutschen Bundestages und anschließend Botschafter der Bundesrepublik Deutschland in Jugoslawien.

## Leben und Beruf
Nach dem Abitur am Stuttgarter Eberhard-Ludwigs-Gymnasium studierte Pfleiderer in Tübingen Rechtswissenschaften. Dort war er Mitglied der den süddeutschen Liberalismus prägenden Tübinger Studentenverbindung „Akademische Gesellschaft Stuttgardia“. Hier traf er spätere politische Weggefährten wie Eberhard Wildermuth, Reinhold Maier, Konrad Wittwer und Wolfgang Haußmann. Nach Beendigung von Studium, Referendariat und Promotion trat er 1922 in das Auswärtige Amt ein. Zum 1. Oktober 1935 trat er der NSDAP bei (Mitgliedsnummer 3.479.378). 1941 und 1942 war er in der Wehrmacht und nahm nach eigenen Angaben „am Feldzug im Osten als Rittmeister“ teil. Danach kehrte er in das Auswärtige Amt zurück und stieg dort bis 1943 zum Gesandtschaftsrat und 1945 zum Generalkonsul auf. Er wurde – unterbrochen von Verwendungen in der Zentrale in Berlin – bis 1945 in Peking, Moskau, Leningrad, Kattowitz und Stockholm eingesetzt. Im Auswärtigen Amt lernte er Adam von Trott zu Solz kennen und schloss sich dem weiteren Kreis der Verschwörer des 20. Juli 1944 an, ohne dort zu den bestimmenden Figuren zu gehören. In den Jahren vor dem Krieg ermöglichte er dem Anthroposophen und Reiseschriftsteller Hans Hasso von Veltheim durch administrative und finanzielle Unterstützung seine Asien-Reisen.
Von 1948 bis 1950 war Pfleiderer Landrat des Landkreises Waiblingen. Bei der Bundestagswahl 1949 kandidierte er im Bundestagswahlkreis Waiblingen, erhielt 40,3 Prozent der Stimmen und zog in den 1. Bundestag ein. Bei der Bundestagswahl 1953 erhielt er dort 32,9 Prozent der Wählerstimmen und zog wiederum in den Bundestag ein. Dieses Mandat legte er am 20. September 1955 nieder (weiteres im Abschnitt Politik). Pfleiderer wurde bald darauf Botschafter der Bundesrepublik Deutschland in Jugoslawien; 1957 starb er unerwartet während eines dienstlichen Aufenthaltes in Bonn.
Zehn Tage nach Pfleiderers Tod brach die Bundesrepublik Deutschland gemäß der Hallstein-Doktrin die diplomatischen Kontakte zu Jugoslawien ab, weil dieses die DDR völkerrechtlich anerkannt hatte. Pfleiderer hatte sich stets gegen die Hallstein-Doktrin ausgesprochen.

## Politik
Pfleiderer gehörte dem Deutschen Bundestag von 1949 bis September 1955 an. Zur ersten Bundestagswahl (August 1949) wurde er von der DVP aufgestellt, obwohl er damals noch nicht DVP-Mitglied war. Er schloss sich direkt nach der Wahl der DVP-Fraktion und kurze Zeit später auch der DVP an. Pfleiderer vertrat im 1. Bundestag (1949 bis 1953) und von der 1953 bis 1955 als direkt gewählter Abgeordneter den Wahlkreis Waiblingen im Bundestag.
Er legte das Mandat am 20. September 1955 nieder, um wieder in den Diplomatischen Dienst eintreten zu können.
Am 2. September 1952 forderte Pfleiderer in einer Denkschrift ein gesamteuropäisches Sicherheitssystem unter Berücksichtigung der Interessen der Sowjetunion mit einem hierin integrierten vereinigten Deutschland ohne die Gebiete jenseits der Oder-Neiße-Grenze. Am 8. April 1954 (gut ein Jahr nach Stalins Tod) forderte er die Aufnahme diplomatischer Beziehungen zur Sowjetunion, was zu einer schweren Koalitionskrise mit der CDU/CSU führte, die beinahe den Bruch der Koalition zur Folge gehabt hätte. Seine Gedanken nahmen die später von der FDP mitkonzipierte neue Ostpolitik der sozialliberalen Bundesregierung vorweg.
Gottlob Kamm, ehemaliger Landesminister von der SPD, galt 1953 als Pfleiderers einziger aussichtsreicher Gegenkandidat unter den Direktkandidaten.
Pfleiderer wurde auch 1953 – mit 32,9 Prozent der Stimmen – direkt gewählt.
Am 1. April 1951 gründeten Pfleiderer, Gerhard Lütkens (SPD), Paul Bausch (CDU) und Josef-Ernst Fürst Fugger von Glött (CSU) die Deutsche Parlamentarische Gesellschaft; Pfleiderer war 1951 bis 1954 ihr erster Vorsitzender.

## Ehrungen
Im Stadtteil Hertmannsweiler der Stadt Winnenden ist eine Straße nach Pfleiderer benannt.

## Werke
- Politik für Deutschland. Reden und Aufsätze. Stuttgart, 1961 (postum).